# Proaza
Proaza là một đô thị trong cộng đồng tự trị của Công quốc Asturias, Tây Ban Nha.

## Giáo khu
| - Bandujo - Caranga | - Linares - Proacina | - Proaza - San Martín | - Sograndio - Traspeña |